# Pulo Gisa
Pulo Gisa is een bestuurslaag in het regentschap Bireuen van de provincie Atjeh, Indonesië. Pulo Gisa telt 247 inwoners (volkstelling 2010).